# Büsingen am Hochrhein
Büsingen am Hochrhein (litt. « Büsingen sur le Rhin supérieur ») est une commune allemande du land de Bade-Wurtemberg, dépendant administrativement de l'arrondissement de Constance et enclavée dans le territoire de la Suisse, dont la plupart des 1 592 habitants sont des retraités suisses originaires de Schaffhouse, ville limitrophe à l'ouest de l'enclave[réf. nécessaire].
Bien qu'allemande, la commune, enclavée dans les cantons suisses de Schaffhouse, Thurgovie et Zurich, fait partie du territoire douanier suisse,,, comme la commune italienne de Campione d'Italia et la principauté du Liechtenstein,.
Avant le 12 décembre 2008, date à laquelle la Suisse ratifia la convention de Schengen, Büsingen am Hochrhein en était également exclu.
Si l'euro est la devise officielle à Büsingen am Hochrhein, comme dans le reste de l'Allemagne, les habitants privilégient néanmoins l'utilisation du franc suisse.

## Géographie

Frontière entre l'Allemagne et la Suisse auprès de Büsingen.

Büsingen se trouve sur la rive droite du Rhin. La commune est contiguë à trois cantons suisses. Elle est bordée à l'ouest et au nord par les faubourgs de la ville de Schaffhouse et à l’est par la commune de Dörflingen (canton de Schaffhouse), tandis qu'elle est limitrophe des communes de Diessenhofen et de Schlatt dans le canton de Thurgovie et de la commune de Feuerthalen du canton de Zurich, toutes situées sur la rive gauche du fleuve.

## Histoire
Les origines de cet enclavement remontent d’abord à 1723, lorsque Schaffhouse achète à l’Autriche sa juridiction sur la région du Reiath, mais des divergences apparaissent entre Schaffhousois et Autrichiens sur la question de Büsingen qui est alors exclu du contrat. Trente ans auparavant, le bailli de Büsingen s'était brouillé avec les pasteurs protestants et avait menacé de faire appel aux services de prêtres catholiques venant de Constance. Enlevé par les dignitaires de Schaffhouse, il est relâché, mais jure alors que Büsingen ne reviendra jamais à Schaffhouse.
Puis en  1770, l’Autriche revend au canton de Zurich ses droits landgraviaux sur Ramsen et Dörflingen, qui passent au canton de Schaffhouse en 1798. La commune se retrouve alors complètement enclavée en territoire suisse.
En 1805, Büsingen échoit au duché de Wurtemberg, puis en 1810 au grand-duché de Bade. Suivant par la suite l’évolution politique de ce dernier, qui est rattaché au Land de Bade-Würtemberg en 1952.
En 1918, un référendum est organisé à Büsingen dans lequel 96 % des votants optent pour leur rattachement à la Confédération suisse. Malgré plusieurs négociations en vue de l'achat ou de l'échange de Büsingen par la Confédération, la Suisse n'a toutefois jamais proposé d'offrir en échange des avantages appropriés aux habitants de la commune, et par conséquent Büsingen est restée depuis une enclave de l'Allemagne. Plus tard, d'autres tentatives identiques ont été rejetées par la Confédération.
Le statut de l'enclave de Büsingen est officiellement défini en 1967 lors de négociations bilatérales entre la RFA et la Suisse.
Dans le même temps, l'enclave allemande de Verenahof (de), composée de seulement trois logements et moins d'une douzaine d'habitants est rattachée à la Suisse.
La ville de Schaffhouse conserve encore jusqu'à ce jour quelque 62 hectares de terrain (dont 53 de forêts) sur le territoire communal.

## Patrimoine et tourisme
Du fait de son enclavement, beaucoup de touristes s'y rendent.
- Église Saint-Michael

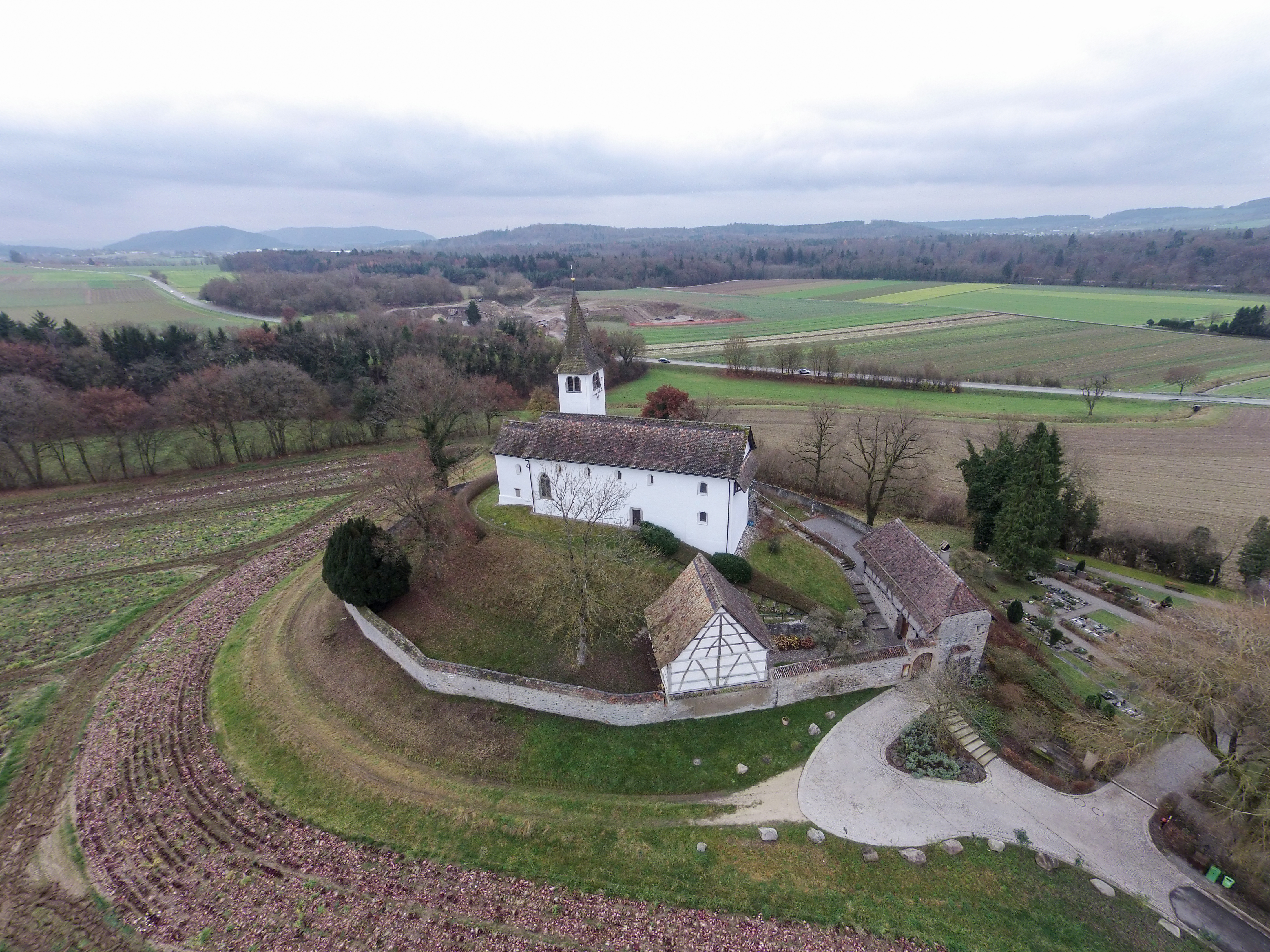
Église Saint-Michael.
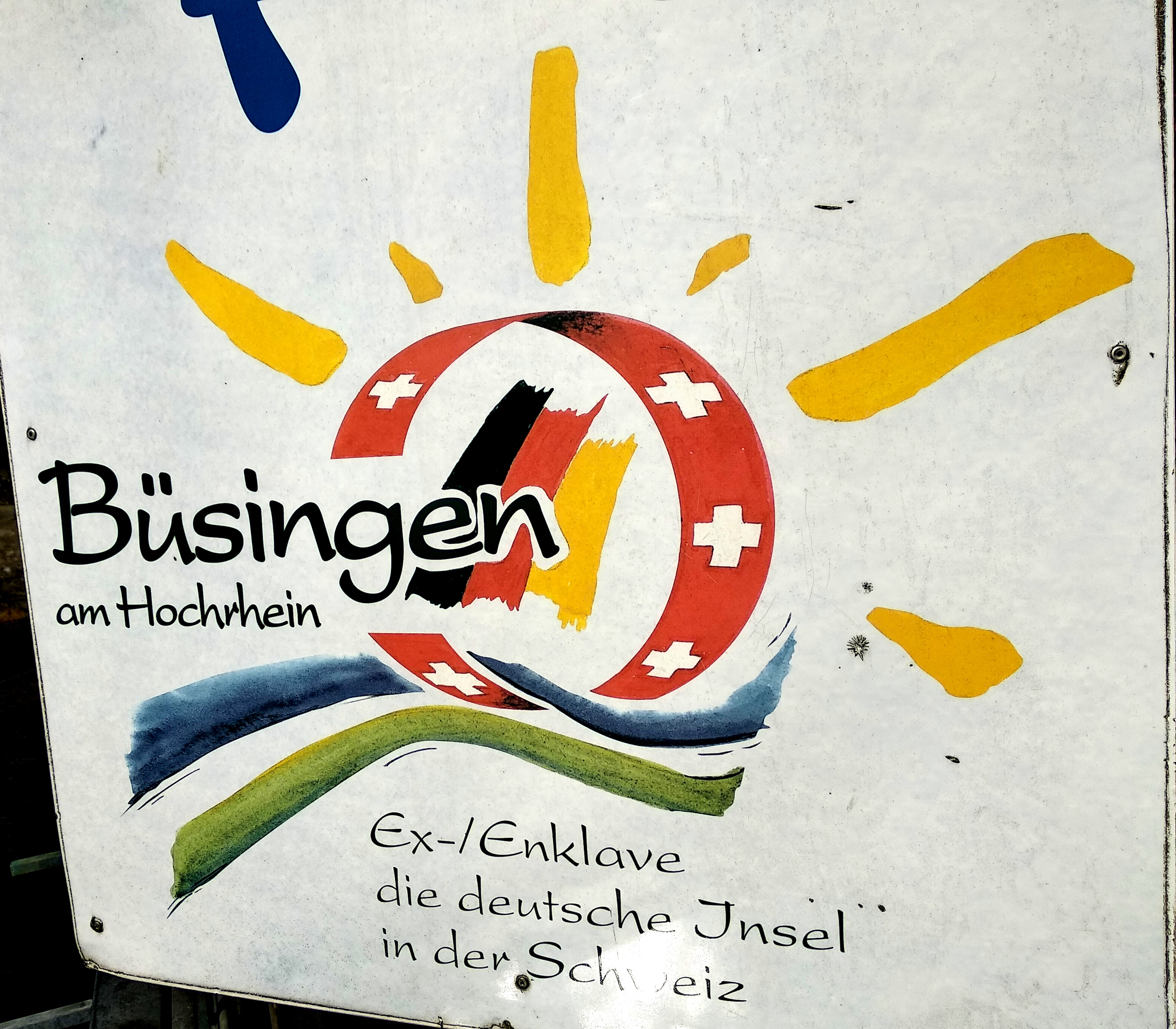
La ville se définit sur son logo comme « l’île allemande en Suisse ».

## Particularités

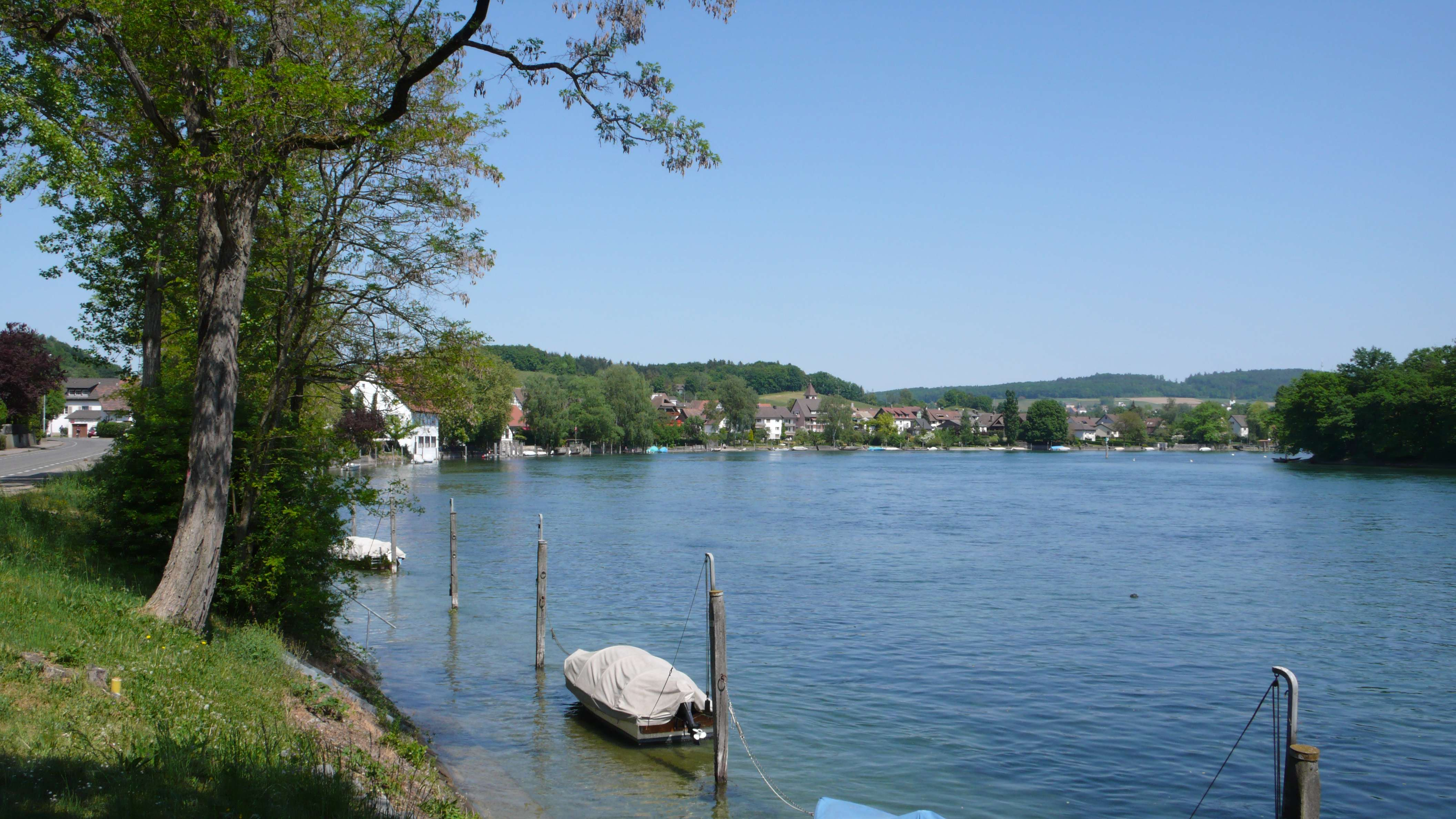
Les bords du Rhin à Büsingen.

- En raison de leur situation géographique, les habitants de Büsingen am Hochrhein peuvent utiliser indifféremment les services publics des deux pays (transport en commun, poste, téléphone). Ainsi, l'usage d'un code postal suisse ou allemand n'a aucune incidence sur la distribution du courrier.

Une lettre libellée comme suit :
```
Junkerstrasse 86

CH-8238 Büsingen am Hochrhein

Schweiz
```

ou de cette façon :
```
Junkerstraße 86

D-78266 Büsingen am Hochrhein

Deutschland
```

arrivera toujours à destination.
De même, on peut téléphoner vers Büsingen am Hochrhein avec l'utilisation d'un indicatif téléphonique suisse (+41) ou allemand (+49).
- En cas d'urgence, les polices suisse et allemande sont systématiquement prévenues. Mais généralement, ce sont les Suisses qui interviennent en premier du fait de leur proximité immédiate. Cependant, dans le cas où un mandat de perquisition est délivré, les fonctionnaires des deux pays doivent être présents.
- Même si, après avoir fréquenté l'école primaire, les enfants de Büsingen am Hochrhein peuvent poursuivre leur scolarité dans un établissement suisse ou allemand de leur choix, 70 % d'entre eux préfèrent le faire dans un établissement suisse.
- Le FC Büsingen est le seul club de football allemand à évoluer dans un championnat organisé par l'Association suisse de football.

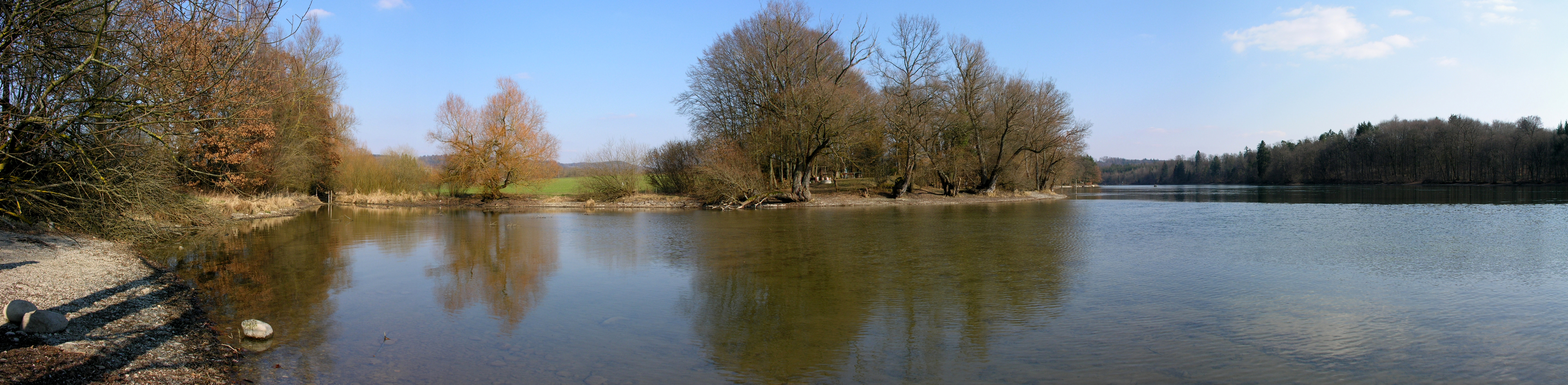